# Reynoldsia scutellata
Reynoldsia scutellata är en tvåvingeart som beskrevs av Malloch 1934. Reynoldsia scutellata ingår i släktet Reynoldsia och familjen husflugor. Inga underarter finns listade i Catalogue of Life.